# Dacine, Sudak
Dacine (în ucraineană Дачне) este localitatea de reședință a comunei Dacine din orașul regional Sudak, Republica Autonomă Crimeea, Ucraina.

## Demografie
Componența lingvistică a localității Dacine
     Rusă (67,32%)
     Tătară crimeeană (24,86%)
     Ucraineană (5,54%)
     Alte limbi (0,36%)
Conform recensământului din 2001, majoritatea populației localității Dacine era vorbitoare de rusă (67,32%), existând în minoritate și vorbitori de tătară crimeeană (24,86%) și ucraineană (5,54%).